# بخش سرایکلا خرساوان
بخش سرایکلا خرساوان (به انگلیسی: Seraikela Kharsawan district) یک منطقهٔ مسکونی در هند است که در Kolhan division واقع شده‌است. بخش سرایکلا خرساوان ۲٬۷۲۴٫۵۵ کیلومتر مربع مساحت و ۱٬۰۶۵٬۰۵۶ نفر جمعیت دارد.